# Gusi
Andrés Acosta Jaramillo (Puerto La Cruz, 22 de abril de 1984), conocido por su nombre artístico Gusi, es un cantante y compositor colombiano. Es reconocido por combinar música colombiana como el vallenato y la cumbia con pop latino desde su etapa con Beto en el grupo musical Gusi & Beto. Ha sido nominado a los premios Grammy Latino cuando pertenecía al grupo Gusi & Beto con su álbum La Mandarina, y como solista con su álbum Al Son De Mi Corazón.

## Biografía
Gusi es hijo de padres colombianos, quienes vivieron en Venezuela durante unos años. Desde muy niño se mudó junto a su familia a la ciudad de Bogotá, donde reside desde entonces. Su amor por el vallenato nace desde muy temprana edad, cuando su abuelo paterno Carlos Acosta, oriundo de Villanueva, La Guajira, le transmitía el sentimiento vallenato, haciendo sonar los cantos de los más grandes juglares.
La guitarra con la que Gusi aprendió a tocar, y que aún suena en la casa, fue la misma que su padre le había regalado a su madre cuando eran novios. Gusi adoptó como nombre artístico al apodo que le dio su madre. Aunque no recuerda a qué se debe el mismo, tiene memoria de haber sido llamado por su nombre de pila cuando, siendo niño, lo regañaban.
Antes de cumplir los 16 años viajó a Flensburg, Alemania, donde su hermano lo recibió como estudiante para practicar el idioma. Allí fue donde brindó su primer concierto junto a la banda de su hermano. 
El entonces joven músico también jugaba al fútbol como arquero y, aunque estuvo cerca de iniciar una carrera en ese deporte, finalmente se decidió por la música.
A lo largo de su adolescencia su inclinación artística, participando en los diferentes grupos musicales de los cuales hizo parte en el Colegio Andino de Bogotá. Posteriormente estudió música en la Universidad Javeriana y adelantó de forma independiente talleres de guitarra clásica y canto con importantes maestros de música.
En su carrera artística ha tenido la oportunidad de grabar de manera independiente y de pertenecer a diferentes grupos, iniciando su carrera de manera más profesional con La Cósmica Charanga, grupo de la Universidad Javeriana, como vocalista y percusionista, en Zona de Tambora (fundado por Ernesto “ El Teto” Ocampo, Guillermo Vives y Gilbert Martínez) como vocalista y percusionista, La Banda de El Sitio de Santiago Cruz como cantante, y con Fanny Lu como guitarrista y corista.
Hoy en día, Gusi tiene una carrera alterna como compositor. Ha escrito canciones para todos los discos de Gusi & Beto y también para otros artistas como Luis Enrique, en su más reciente álbum “Soy y seré” (Al fin), a Fonseca en su más reciente álbum “Ilusión” (Baila esta última), entre otros.

## Con Gusi & Beto
Formó un dúo junto a Beto Murgas, hijo de un reconocido compositor vallenato con el cual grabó 3 álbumes: La mandarina, Por las calles y Más allá, con los cuales tuvieron muchos reconocimientos entre estos un disco de oro por su primer álbum La mandarina 2007 por más de 10.000 copias en Colombia y la nominación al Latin Grammy en la categoría "Mejor álbum Cumbia/Vallenato" en 2008.
En 2009 salió su álbum "Por las calles" con el cual obtuvieron más reconocimientos del cual se desprendieron canciones como "Tengo Tu Amor" de la autoría de Wilfran Castillo, "Yo Loco Tu Luna" de la autora de Martín Madera, entre otros.
Y en 2011 lanzan su tercer álbum Más Allá del cual se desprendieron sencillos como "Bendito Corazón" De Wilfran Castillo en cual se logró ubicar en el número 1 por más de 10 semanas lo mismo paso con el sencillo "Como Me Duele" a dúo con Luis Enrique. Esta canción es de la autoría de Gusi y Luis Enrique.
En 2013 Gusi y Beto deciden separar y seguir sus caminos como solistas.
En septiembre de 2014 presentan el tema "Eres" y obtiene un lugar en el ranking Top Latin Songs - Vallenato Colombia de Monitor Latino donde ha permanecido más de 20 semanas oscilando entre los primeros 20 lugares.

## Carrera como solista
En 2013 Gusi emprende su carrera musical como solista lanzando a finales de año en el mes de octubre el sencillo "A Buscar Tu Amor" de la autoría de Alex Cuba con la cual obtuvo un gran reconocimiento a nivel nacional e internacional.
Después de una exitosa gira promocionando el sencillo y cantando internacionalmente junto a cantantes como Franco de Vita en varios países de Latinoamérica, Gusi presenta su segundo sencillo, escrito por él, titulado "Eres", en agosto de 2014. Para esta canción, Gusi realizó una campaña de unión con sus fanes en la cual pidió fotos que tuvieran junto a él para formar la versión del sencillo. 
El 9 de septiembre del mismo año presenta su primer álbum como solista titulado Al Son De Mi Corazón el cual contiene 14 canciones bajo el sello de Sony Music. El 13 de agosto colabora en el concierto de Carlos Vives titulado "Vives y sus amigos" de la gira "Mas Corazón Profundo Tour" en el Estadio El Campín de Bogotá ante más de 42.000 personal cantaron La Tierra del Olvido.
Dos nominaciones al Grammy Latino llegaron en octubre de 2015 con su primer trabajo solista, “Al Son de Mi Corazón”, y otra como Mejor Álbum Cumbia Vallenat. Y, además, una por su tema “Tú Tienes Razón” (Versión Bachata).
Formó parte de la gira de Franco de Vita como artista invitado y realizó conciertos por Estados Unidos, España y México, entre otros países de Latinoamérica.

## Colaboraciones
- Tú Tienes Razón (feat. Silvestre Dangond)
- Tú tienes razón (feat. Mike Bahía)
- Cómo Me Duele (feat. Luis Enrique)
- Ya lo Había Vivido (feat. Franco de Vita)
- Esto Es Amor (feat. Martina La Peligrosa)
- Conmigo Si Te Va A Dar (feat. Diomedes Diaz)
- Eres (feat. Dragon Rojo)
- Todos Mis Deseos (feat. Mirella Cesa)
- Indira (feat. Carlos Vives)
- Fuera de control (feat. Yera)
- Llévatela Dios (feat. Gian Marco)
- Locos Dementes (feat. Greeicy Rendón y Mike Bahía)
- Ojalá (feat. Estereobeat)
- Dame tu cariño (feat. Anna Carina)
- En la boca (feat. Karen Lizarazo)
- Duele (feat. Andrés Cepeda)
- Soltero (feat. Koffee el Kafetero)
- Juramento (feat. Álex Cuba & Luis Enrique)

## Discografía
- 2014: Al son de mi corazón
- 2019: Lugares diferentes
- 2020: Viajero permanente
- 2020: Desde mi ventana
- 2022: 24/7

## Filmografía
- 2016: La Voz Teens - entrenador
- 2022-presente La descarga - Mentor[3][4]
- 2024: La descarga - Mentor

## Premios y nominaciones

### Premios Grammy Latinos
| Año  | Trabajo nominado          | Categoría                          | Resultado |
| ---- | ------------------------- | ---------------------------------- | --------- |
| 2015 | Al Son de Mi Corazón      | Mejor Álbum de Cumbia / Vallenato  | Nominado  |
| 2015 | Tu Tienes Razón (Bachata) | Mejor Canción Tropical             | Nominado  |
| 2023 | 24/7                      | Mejor Álbum Tropical Contemporáneo | Pendiente |